# Fort Wayne Fever
El Fort Wayne Fever fue un equipo de fútbol de los Estados Unidos que alguna vez jugó en la USL Premier Development League, la cuarta liga de fútbol más importante del país.

## Historia
Fue fundado en 2003 en la ciudad de Fort Wayne, Indiana como un equipo de expansión de la USL Premier Development League en la temporada 2003. Su primer partido oficial fue una derrota 0-2 ante el Indiana Invaders y su primera victoria fue 2-1 ante el Columbus Shooting Stars en la jornada siguiente y terminaron en tercer lugar de su división en su primera temporada.
En la temporada 2004 clasificaron por primer y única vez a los playoffs tras lograr el segundo lugar de su división, aunque los eliminó en la semifinal de conferencia el Chicago Fire Premier, campeón de la División Heartland.
En los siguientes años siguió con una constante: no clasificar a los playoffs, ni tampoco a la US Open Cup hasta la temporada 2009 cuando desapareció de la liga, aunque la institución seguía existiendo en su academia hasta el 2013 cuando se fusionaron con el Citadel FC para crear al Fort Wayne United.

## Temporadas
| Año  | División | Liga    | Temporada Regular | Playoffs                 | US Open Cup  |
| ---- | -------- | ------- | ----------------- | ------------------------ | ------------ |
| 2003 | 4        | USL PDL | 3º, Great Lakes   | No clasificó             | No clasificó |
| 2004 | 4        | USL PDL | 2º, Great Lakes   | Semifinal de Conferencia | No clasificó |
| 2005 | 4        | USL PDL | 4º, Great Lakes   | No clasificó             | No clasificó |
| 2006 | 4        | USL PDL | 6º, Great Lakes   | No clasificó             | No clasificó |
| 2007 | 4        | USL PDL | 7º, Great Lakes   | No clasificó             | No clasificó |
| 2008 | 4        | USL PDL | 4º, Midwest       | No clasificó             | No clasificó |
| 2009 | 4        | USL PDL | 7º, Great Lakes   | No clasificó             | No clasificó |